# Ole Birk Olesen
Ole Birk Olesen (født 21. december 1972 i Gram) er en dansk politiker, medlem af Folketinget for Liberal Alliance og i perioden 2016-2019 transport-, bygnings- og boligminister. Olesen var før ministerudnævnelsen partiets finans-, skatte-, kommunal- og boligordfører samt formand for Folketingets finansudvalg. Han har været medlem af Københavns Borgerrepræsentation fra 1. januar 2022.

## Baggrund
Olesen er opvokset i Agerskov, søn af fhv. gårdejer Nis Olesen og fhv. kontorassistent Margit Olesen, gift med fotograf Sif Meincke. Ole Birk Olesen gik på Aabenraa Statsskole og blev senere uddannet på Danmarks Journalisthøjskole og arbejdede som journalist på Ekstra Bladet og Berlingske Tidende.

## Politiske karriere
I sin ungdom var han medlem af Venstres Ungdom og i to år (1994-1996) medlem af Venstres Ungdoms landsledelse. I Anders Fogh Rasmussens tid som formand for Venstre og statsminister kritiserede Ole Birk Olesen imidlertid skarpt, at Venstre efter hans mening havde forladt de liberale principper og i stedet var slået ind på en “socialdemokratisk midterkurs“.
Efter publikationen af den velfærdsstatskritiske bog Taberfabrikken i maj 2007 var Ole Birk Olesen i flere år en hyppigt brugt liberal debattør i medierne. Han lancerede sin egen netavis, 180Grader.dk, hvor han er ansvarshavende redaktør. Hans sidste bidrag på netavisen dateres tilbage til maj 2015. Ole Birk Olesen er en kontroversiel debattør og er ved flere lejligheder blevet beskyldt for at udtale sig sexistisk og kvindefjendsk samt haft et nedladende syn på ledige i Danmark. Hans holdninger til kvinder blev et problem senere, og blev tvundet på samrådet til at tage afstand fra sit kvindesyn: "Det var en dum og forkert formulering, som jeg ikke står for eller går ind for. Det bunder i, at jeg på det tidspunkt overdrev forskellene på kønnene".
Ole Birk Olesen opnåede ved folketingsvalget 2011 valg til Folketinget som spidskandidat for Liberal Alliance i Østjyllands Storkreds. Da Liberal Alliance trådte ind i regeringen 28. november 2016, fik Ole Birk Olesen posten som transport-, bygnings- og boligminister.
Ved folketingsvalget 2019 opnåede han, som en af kun fire medlemmer i Liberal Alliance, genvalg.
Ole Birk Olesen stillede ved kommunalvalget i 2021 op i Københavns Kommune og blev valgt til Københavns Borgerrepræsentation. Han fik 3.695 personlige stemmer ved valget hvilket var syvendeflest i Københavns Kommune. I 2024 meddelte han at han ikke vil genopstille ved kommunalvalget i 2025, men i stedet "koncentrere sig om Folketinget".
Ole Birk Olesen blev i 2021 tildelt Ridderkorset.